# 쿠바의 로마 가톨릭 교구 목록
쿠바의 로마 가톨릭 교구는 3개 관구에 3개 관구장좌 대교구와 8개 일반교구로 구성된다

## 교구

### 산크리스토발데라 아바나 관구(province of San Cristobal de la Habana)
- 산크리스토발데라아바나 관구장좌 대교구(Metropolitan Archdiocese of San Cristobal de la Habana)
- 마탄사스 교구( Diocese of Matanzas)
- 피나르델리오 교구( Diocese of Pinar del Rio)

### 산티아고데쿠바 관구( province of Santiago de Cuba)
- 산티아고데쿠바 관구장좌 대교구(Metropolitan Archdiocese of Santiago de Cuba)
- 관타나모-바라코아 교구(Diocese of Guantánamo-Baracoa)
- 홀구인 교구( Diocese of Holguín)
- 산티시모살바도르데베이아모이만자닐로 교구( Diocese of Santisimo Salvador de Bayamo y Manzanillo)

### 카마궤이 관구(province of Camagüey)
- 카마궤이 관구장좌 대교구(Metropolitan Archdiocese of Camagüey)
- 시에고데아빌라 교구(Diocese of Ciego de Avila)
- 시엔푸에고스 교구( Diocese of Cienfuegos)
- 산타 클라라 교구( Diocese of Santa Clara)